# Nixon (film)
A Nixon című film egy 1995-ös dráma Oliver Stone rendezésében, mely Richard Nixon néhai amerikai elnök életét dolgozza fel, kihegyezve a Watergate-botrányra.

## Történet
|  | Alább a cselekmény részletei következnek! |

A cselekmény nem kronologikusan halad. A Watergate-botrány következtében megtört Nixon elnök (Anthony Hopkins) a Fehér Házban imádkozik kormánya külügyminiszterével, Henry Kissingerrel (Paul Sorvino), majd visszaemlékezésekben megtudjuk hogyan alakul az elnök gyerekkora, mikor is testvére tüdőgyulladásban meghal. Később a tinédzser Nixon amerikaifutball-játékosnak áll, majd összejön leendő feleségével Pattel (Joan Allen). Dwight D. Eisenhower alelnökeként tevékenykedő Nixon az 1960-as, számára kudarccal végződő Kennedy-Nixon TV-vita közben a Nixon emberei megjegyzik hogy elnök jelöltjük eléggé izzad vita közben. Valaki megjegyzi, hogy „Nyugi. Ez nem szépségverseny”. Mire jön a csattanós válasz: „Remélem is, hogy nem az”. Az elnökválasztáson kis különbséggel ugyan, de alulmarad a fiatal Kennedy ellen.
1968-ban pártjával, a republikánusokkal együtt megnyeri a választást és ő lesz az USA 37. elnöke. Lyndon B. Johnson elnöktől megkapja „örökségül” a vietnámi háborút, amit táptalajt ad ellenzékének a demokratáknak. Rengeteg kritikusa lesz kormányának, főként háborúellenes tüntetőknek és hippimozgalmaknak a tevékenysége miatt, azonban Dick Nixon karizmája arra is elég, hogy 1972-ben újraválasztassa magát. Eddigi kommunista ellenes és hidegháború-párti politikáját mellőzve, tárgyalásokat folytat Leonyid Brezsnyev szovjet vezetővel és Mao Ce-tung kínai diktátorral egy esetleges békülő politikát szorgalmazva. A tárgyalások után arra számít hogy nem arat osztatlan sikert, de téved, rajongás veszi körül. Majd jön a mélypont, a Watergate-botrány, amiben az egyik ügynöke, E. Howard Hunt (Ed Harris) lebukik a Watergate Szállodában: demokratákat akart lehallgatni, titkosszolgálati eszközökkel.
Bizottság alakul az ügyben, amiben Nixon kötelezik hogy mutassa meg a mágnesszalagokat amit a Fehér Házban rögzítettek. Egy részét cenzúrázzák, mert sok rajta a trágár beszéd. Az óriásira duzzadt botrány miatt az elnök lemondásra kényszerül. A film végén eredeti felvételt láthatunk Nixon elnök temetéséről, ahol többek közt, az akkori elnök Bill Clinton mondott beszédet. A film végén a rendező narrációja méltatja az elnököt.
|  | Itt a vége a cselekmény részletezésének! |

## A szereplők
| Szereplő          | Színész                   | Magyar hang                |
| ----------------- | ------------------------- | -------------------------- |
| Richard Nixon     | Anthony Hopkins           | Sinkó László               |
| Pat Nixon         | Joan Allen                | Básti Juli                 |
| Alexander Haig    | Powers Boothe             | Sinkovits-Vitay András     |
| E. Howard Hunt    | Ed Harris                 | Balázsi Gyula              |
| J. Edgar Hoover   | Bob Hoskins               | Csurka László              |
| Hannah Nixon      | Mary Steenburgen          | Csere Ágnes                |
| John Ehrlichman   | J. T. Walsh               | Konrád Antal               |
| H.R. Haldeman     | James Woods               | Sörös Sándor               |
| Jack Jones        | Larry Hagman              | Kránitz Lajos              |
| Bill Clinton      | önmaga (archív felvétel)  | Pálfai Péter               |
| Lyndon B. Johnson | önmaga (archív felvétel)  | Kardos Gábor               |
| John F. Kennedy   | önmaga (archív felvétel)  | Selmeczi Roland            |
| Robert F. Kennedy | önmaga (archív felvétel)  | (nem szólal meg a filmben) |
| Oliver Stone      | Záró narráció (csak hang) | Ráday Mihály               |

## Filmzene
A film Oscar-díjra jelölt zenéjét John Williams szerezte. Az Egyesült Államokban 1995. december 19-én jelent meg cd-n és kazettán.
Számlista:
1. The 1960's: The Turbulent Years
2. Main Title...The White House Gate
3. Growing Up In Whittier
4. The Ellsberg Break-In And Watergate
5. Love Field: Dallas, November 1963
6. Losing A Brother
7. The Battle Hymn Of The Republic
8. Making A Comeback
9. Track 2 And The Bay Of Pigs
10. The Miami Convention, 1968
11. The Meeting With Mao
12. I Am That Sacrifice
13. The Farewell Scene

## Fogadtatás
A Rotten Tomatoes nevű, kritikákat összesítő weboldal adatai szerint, 60 kritikusból, 45 pozitív kontextusban, 15 negatív kontextusban ír a filmről (75%-os a kritikai átlag). Szakmailag elismertebb, nívósabb kritikusok közül, a The New York Times, a Washington Post, a Los Angeles Times, a Detroit News és a Chicago Sun-Times kritikusa dicsérte, míg a Variety topkritikusa, Todd McCarthy, szidta a filmet.
Az Imdb.com felhasználói is inkább pozitívan nyilatkoznak a filmről, tízes skálán 7,1-es rátával rendelkezik, 28937 szavazat alapján. (2021.03.25-i adat).
Az adatok alapján a film megítélése inkább pozitív.

## Bevétel
A film korához és témájához mérten, magasnak számító, 44 millió dolláros költséggel készült.
Volt egy limitált (1995. december 22.) és egy széleskörű (1996. január 5.) bemutatója az USA-ban. A nyitóhétvégén 2.206.506 dollárt hozott a film. Amerikai összbevétele 13.681.765 dollár, a film nemzetközi bevétele nem ismert, de Amerika-specifikus témája miatt nem hozott sokat az USA-n kívül sem, tehát ki lehet jelenteni hogy a film megbukott.

## Díjak
4 Oscar-díjra (legjobb férfiszínész: Anthony Hopkins, legjobb színésznő: Joan Allen, legjobb zeneszerző: John Williams, legjobb forgatókönyv: Stephen J. Rivele, Christopher Wilkinson, Oliver Stone) és számos egyéb díjra jelölték a filmet. A jelentősebbnek számító díjátadó gálák közül jelölték BAFTA-díjra (legjobb mellékszereplő színésznő: Joan Allen) és Golden Globe-díjra is (legjobb drámai színész: Anthony Hopkins). Egyiket sem kapta meg.

## Érdekességek
Érdekességek:
- A stúdió Nixon elnök szerepére Tom Hanks-et és Jack Nicholson-t is felkérte, de ők a felkérést visszautasították. A rendező több színészt is meghallgatott a szerepre (Gene Hackman, Robin Williams, Gary Oldman és Tommy Lee Jones), de végül Anthony Hopkins mellett döntött, mikor a színész lenyűgözte játékával a castingon.
- A cselekmény Dallas-ban játszódó részében, egy cameoszerepben feltűnik Larry Hagman aki egy olajmágnást alakít. A rendező Dallas című sorozat Jockey Ewing nevű karakterére akart utalni, akit szintén a színész alakított.
- A rendező (Oliver Stone) elárulta, hogy 1968-as választáson Nixonra szavazott, mert az elnök egyik ígérete az volt hogy befejezi a vietnámi háborút.
- A First Lady szerepére Meryl Streep-et is felkérték, de ő visszautasította a szerepet.
- The Walt Disney Company leányvállalata forgalmazta a filmet Amerikában, és a társaság egyik főrészvényese, a néhai Walt Disney felesége, Lillian Disney, nem tetszését fejezte ki a filmmel kapcsolatban, mert az túl kritikus hangot ütött meg a volt elnökkel, Richard Nixonnal kapcsolatban. Lillian a film hangvételét azért sérelmezte, mert a Disney család jó kapcsolatot ápol a Nixon családdal.
- Forgattak egy olyan jelenetet a filmbe, hogy az elnök, kedvenc filmjét, a Patton tábornok életéről szóló, A tábornok című filmet nézi, de ezt a jogokat birtokló George C. Scott kivágatta a filmből.
- Nixon elnök a film forgatásának idején halt meg (1994. április 22.). A stáb elment az elnök Yorba Linda-i temetésére, ahol több exelnök (Gerald Ford, Jimmy Carter, Ronald Reagan, George H. W. Bush) és az akkor regnáló elnök, Bill Clinton is részt vett és beszédet mondott. Clinton beszédének egy része bekerült a filmbe.
- A rendező a film dallasi jeleneteiben, utalást tesz saját alkotására, az 1991-es JFK – A nyitott dosszié című filmre. Mikor Dallas befolyásos üzletemberei utalást tesznek az elnöknek, hogy Kennedy dallasi látogatásakor "történni fog valami", akkor a JFK – A nyitott dosszié zenei témája hallható a film alatt, amit szintén John Williams komponált.
- Az alkotók érdekes koncepciót alkalmaztak hogy bemutassák az 1960-as, híres, Kennedy-Nixon TV-vitát. Félig eredeti archív (Kennedy jelenetei), félig felvett (Nixon jelenetei, Anthony Hopkins által) jelenetekkel oldották meg ezt a jelenetet.
- Mozifilmhez képest igen hosszú játékidővel rendelkezik a film, 192 perces. A rendezői változat 212 perc.
- A magyar származású, Andrew G. Vajna az egyik producer.